# Francesco Maria Farnese
Francesco Maria Farnese (Parma, 15 agosto 1619 – Parma, 12 luglio 1647) è stato un cardinale italiano.

## Biografia
Era figlio di Ranuccio I Farnese, duca di Parma e Piacenza, e di Margherita Aldobrandini, nipote di papa Clemente VIII.
Nella sua famiglia erano diversi i Farnese divenuti cardinale, tra cui Alessandro divenuto poi papa Paolo III.
Figlio cadetto, venne avviato alla vita ecclesiastica ottenendo il titolo cardinalizio il 14 novembre 1644 da papa Innocenzo X. Non venne però mai a Roma per ricevere il cappello e il diaconato. Dal 21 gennaio 1647, giorno della rinuncia al cardinalato di Camillo Francesco Maria Pamphilj, e fino alla nomina del cardinale Francesco Maidalchini, effettuata da  Clemente IX, è stato il porporato italiano più giovane. 
Suo fratello maggiore Odoardo I Farnese invece ereditò il titolo di duca alla morte del padre nel 1622 e sposò a Roma nel 1600 Margherita de' Medici. Le sue sorelle Vittoria e Maria divennero duchesse di Modena e Reggio attraverso il matrimonio con Francesco I d'Este.
Alla morte di suo fratello Odoardo nel 1646, Francesco fu nominato reggente, insieme alla cognata Margherita, del nipote Ranuccio II Farnese, nuovo duca di Parma e Piacenza.
La reggenza durò due anni fino al compimento dei diciott'anni di Ranuccio.
Francesco Maria morì dopo sei mesi di malattia a Parma nel 1647.

## Ascendenza
|                                 |                      |                      | Genitori                    |  |  | Nonni |  |  | Bisnonni        |  |  | Trisnonni          |  |
|                                 |                      |                      |                             |  |  |       |  |  | Ottavio Farnese |  |  | Pier Luigi Farnese |  |
|                                 |                      |                      |                             |  |  |       |  |  | Ottavio Farnese |  |  | Pier Luigi Farnese |  |
|                                 |                      | Gerolama Orsini      |                             |  |  |       |  |  | Ottavio Farnese |  |  |                    |  |
| Alessandro Farnese              |                      |                      |                             |  |  |       |  |  | Ottavio Farnese |  |  |                    |  |
|                                 |                      | Margherita d'Austria | Carlo V d'Asburgo           |  |  |       |  |  |                 |  |  |                    |  |
|                                 |                      | Margherita d'Austria | Carlo V d'Asburgo           |  |  |       |  |  |                 |  |  |                    |  |
|                                 |                      | Margherita d'Austria | Giovanna van der Gheynst    |  |  |       |  |  |                 |  |  |                    |  |
| Ranuccio I Farnese              |                      | Margherita d'Austria |                             |  |  |       |  |  |                 |  |  |                    |  |
|                                 |                      | Eduardo d'Aviz       | Manuele I del Portogallo    |  |  |       |  |  |                 |  |  |                    |  |
|                                 |                      | Eduardo d'Aviz       | Manuele I del Portogallo    |  |  |       |  |  |                 |  |  |                    |  |
|                                 |                      | Eduardo d'Aviz       | Maria di Trastámara         |  |  |       |  |  |                 |  |  |                    |  |
| Maria d'Aviz                    |                      | Eduardo d'Aviz       |                             |  |  |       |  |  |                 |  |  |                    |  |
|                                 |                      | Isabella di Braganza | Giacomo di Braganza         |  |  |       |  |  |                 |  |  |                    |  |
|                                 |                      | Isabella di Braganza | Giacomo di Braganza         |  |  |       |  |  |                 |  |  |                    |  |
|                                 |                      | Isabella di Braganza | Doña Leonor Pérez de Guzmán |  |  |       |  |  |                 |  |  |                    |  |
| Francesco Maria Farnese         |                      | Isabella di Braganza |                             |  |  |       |  |  |                 |  |  |                    |  |
|                                 | Giorgio Aldobrandini | Giacomo Aldobrandini |                             |  |  |       |  |  |                 |  |  |                    |  |
|                                 | Giorgio Aldobrandini | Giacomo Aldobrandini |                             |  |  |       |  |  |                 |  |  |                    |  |
|                                 | Giorgio Aldobrandini | Bartolomea Ambrogi   |                             |  |  |       |  |  |                 |  |  |                    |  |
| Giovanni Francesco Aldobrandini | Giorgio Aldobrandini |                      |                             |  |  |       |  |  |                 |  |  |                    |  |
|                                 |                      | Margherita Del Corno | Donato Del Corno            |  |  |       |  |  |                 |  |  |                    |  |
|                                 |                      | Margherita Del Corno | Donato Del Corno            |  |  |       |  |  |                 |  |  |                    |  |
|                                 |                      | Margherita Del Corno | …                           |  |  |       |  |  |                 |  |  |                    |  |
| Margherita Aldobrandini         |                      | Margherita Del Corno |                             |  |  |       |  |  |                 |  |  |                    |  |
|                                 |                      | Pietro Aldobrandini  | Silvestro Aldobrandini      |  |  |       |  |  |                 |  |  |                    |  |
|                                 |                      | Pietro Aldobrandini  | Silvestro Aldobrandini      |  |  |       |  |  |                 |  |  |                    |  |
|                                 |                      | Pietro Aldobrandini  | Lisa Dati                   |  |  |       |  |  |                 |  |  |                    |  |
| Olimpia Aldobrandini            |                      | Pietro Aldobrandini  |                             |  |  |       |  |  |                 |  |  |                    |  |
|                                 |                      | Flaminia Ferracci    | …                           |  |  |       |  |  |                 |  |  |                    |  |
|                                 |                      | Flaminia Ferracci    | …                           |  |  |       |  |  |                 |  |  |                    |  |
|                                 |                      | Flaminia Ferracci    | …                           |  |  |       |  |  |                 |  |  |                    |  |
|                                 |                      | Flaminia Ferracci    |                             |  |  |       |  |  |                 |  |  |                    |  |